# Caiszi
Caiszi (gruz. ცაიში) – wieś w Gruzji, w regionie Megrelia-Górna Swanetia, w gminie Zugdidi. W 2014 roku liczyła 1526 mieszkańców.

## Urodzeni
- Szalwa Kiria